# تاریخ جهش‌یافتگان (فیلم)
تاریخ جهش‌یافتگان (به انگلیسی: Mutant Chronicles) فیلمی محصول سال ۲۰۰۸ و به کارگردانی استیو جاکوبس است. در این فیلم بازیگرانی همچون توماس جین، ران پرلمن، جان مالکوویچ، دوون اوکی، بنو فورمان، شان پرتوی، آنا والتون، شانا مک‌دونالد و راجر اشتون-گریفیتس ایفای نقش کرده‌اند.